# Vicente Martín Romera
Vicente Martín Romera (Madrid, 20 de mayo de 1888 - Córdoba, 7 de agosto de 1936) fue un médico y político socialista español fusilado por los militares sublevados en los inicios de la guerra civil española. Fue un prestigioso médico en Córdoba conocido como "médico de los pobres".

## Biografía
Fue elegido diputado en las elecciones generales de 1936 con la candidatura del Frente Popular por el Partido Socialista Obrero Español (PSOE).
Condecorado con la Orden civil de Beneficencia, con distintivo morado y negro el 28 de agosto de 1923,
Cuando se produjo el golpe de Estado que dio lugar a la Guerra Civil, en la tarde de 18 de julio de 1936 se encontraba Romera junto al alcalde de Córdoba, Manuel Sánchez Badajoz y el presidente de la Diputación, José Guerra Lozano en el Gobierno Civil de la ciudad intentando convencer al gobernador civil, Antonio Rodríguez de León, de resistir frente al levantamiento militar. En ese encuentro se hallaban también el diputado socialista Manuel Castro Molina, el exdiputado Joaquín García Hidalgo y el presidente de Unión Republicana, Pedro Ruiz Santaella.
No pudiendo resistir frente a las fuerzas sublevadas que asediaban el Gobierno Civil, logró escapar con otros, escondiéndose en la conocida como Huerta de los Aldabones en la Ronda del Marrubial junto al alcalde, dos concejales socialistas (Pedro León y Francisco Copado Moyano), y Ruiz Santaella. Tras ser delatados y capturados el 6 de agosto, sería fusilado el día 8 de agosto de 1936 con sus compañeros de partido Manuel Sánchez Badajoz, Pedro León Fernández y el republicano centrista Pedro Ruiz Santaella.
Sus restos mortales descansan en el cementerio de Nuestra Señora de la Salud de la ciudad de Córdoba.